# Larry Heard
Larry Heard (* 31. Mai 1960 in Chicago, Illinois) ist ein US-amerikanischer Musiker und einflussreicher Vertreter des Chicago House und House.

## Lebenslauf
Im Süden Chicagos geboren, wuchs Heard mit Jazz und Motown auf. Er konnte mehrere Instrumente spielen. Bevor er 1983 seine Solokarriere startete, war er Mitglied der Gruppen Infinity (eine Fusion-Cover-Gruppe) und Manhattan Transfer. Er arbeitete auch für die US-Regierung als Vermittler für wohltätige Projekte und konnte so sein erstes Studioequipment kaufen.
In den 1980er Jahren produzierte er einige einflussreiche House-Stücke, die später zu Klassikern des Genres wurden, darunter Can You Feel It, Bring Down the Walls (featuring Robert Owens), Mystery of Love, Washing Machine, Donnie (Harry Dennis alias 'The It'), Closer und What About This Love.
Er ist Mentor anderer erfolgreicher Künstler wie Son Dexter, dessen Label Alleviated Records einige Titel von Heard veröffentlichte. Viele seiner Titel wurden unter verschiedenen Pseudonymen veröffentlicht, darunter Fingers Inc., Mr. Fingers, Loosefingers, House Factors, Gherkin Jerks oder Trio Zero. Heard ist auch Teil des Duos The It. Another Side wurde in die Liste The Wire’s „100 Records That Set the World on Fire (While No One Was Listening)“ aufgenommen.

## Diskografie (Auswahl)

### Alben
- 1988: Fingers Inc. – Another Side (featuring Robert Owens & Ron Wilson)
- 1989: Mr. Fingers – Amnesia
- 1992: Mr. Fingers – Introduction
- 1994: Larry Heard – Sceneries Not Songs, Volume One
- 1995: Larry Heard – Sceneries Not Songs Volume Tu
- 2001: Larry Heard – Love’s Arrival
- 2003: Larry Heard – Where Life Begins
- 2005: Larry Heard – Loose Fingers (Soundtrack From The Duality Double-Play)
- 2018: Mr. Fingers – Celebral Hemispheres

### Singles & EPs
- 1985: Mystery of Love (DJ International)
- 1986: Bring Down the Walls (Trax)
- 1986: Can You Feel It (Trax)
- 1987: A Path (Alleviated)
- 1988: Distant Planet (Alleviated)
- 1988: A Love Of My Own (Alleviated)
- 1992: On a Corner Called Jazz (MCA)
- 1992: What About This Love? (FFRR)
- 1992: Closer (MCA)
- 1989: Dead End Alley (MCA)
- 2003: Evening Dance (Life Line)
- 2007: Changes (The Remixes) (Track Mode)
- 2008: 25 Years From Alpha (Alleviated)